# Manoir de la Hazaie
Le manoir de la Hazaie est situé sur la commune de Planguenoual dans les Côtes-d'Armor en Bretagne.
La construction actuelle est de la fin du XVIe siècle. Le manoir est utilisé comme chambre d'hôtes,.